# Brzeźno Mazurskie
Brzeźno Mazurskie (dawniej, niem. Bergling, Brzeźno) – wieś w Polsce, położona w województwie warmińsko-mazurskim, w powiecie ostródzkim, w gminie Dąbrówno. W latach 1975–1998 miejscowość należała administracyjnie do województwa olsztyńskiego. 12 listopada 1946 r. nadano miejscowości polską nazwę Brzeźno Mazurskie.
W Brzeźnie znajduje się żwirownia (Olsztyńsie Kopalnie Surowców Mineralnych SA) oraz gospodarstwo agroturystyczne i domki letniskowe na wynajem.

## Historia
W 1321 r. wielki mistrz krajowy Fryderyk von Wildenberg nadał rycerzom: Piotrowi z Leszcza, Heinemanowi i Konradowi von Wanseno (oraz ich przyjaciołom) 1440 włók w Ziemi Sasinów, z obowiązkiem wystawienie trzydziestu służb zbrojnych. Na tym obszarze powstała wieś Brzeźno Mazurskie (obok innych wsi: Frygnowo, Gąsiorowo, Grzybiny, Mośnica, Ostrowite, Ruszkowo. W czasach krzyżackich wieś pojawia się w dokumentach w roku 1321, podlegała pod komturię w Dąbrównie, były to dobra rycerskie o powierzchni 40 włók.
Wieś lokowana ponownie w 1411 r. na czterech włókach (inne źródła podają 40 włók, możliwe więc złe odczytanie z dokumentu źródłowego), w miejscu o staropruskiej nazwie Persing. Majątek rycerski musiał być większy bowiem wielki mistrz Michał Küchmeister w 1420 r. odnowił zaginiony w czasie wojny przywilej lokacyjny na 34 włoki, rycerzowi Michałowo Sarwinowi. Nowy przywilej obejmował także duże i małe sądownictwo. W 1437 r. wielki mistrz Paweł von Russdorf nadał 8 włók Pietrasowi z Gardyn.
W 1467 r. niejaki Pielgrzym z Tymawy otrzymał majątek na prawie chełmińskim. Wiek później, w 1579 majątek ziemski obejmował 9 włók, a na kolejnych 5 włókach gospodarzyli wolni z Lipowa. W 1714 r. znajdowało się w Brzeźnie 24 rolników. W 1785 r. we wsi było 13 "dymów" (gospodarstw domowych). Wolni z tytułu uprawy 1042 mórg ziemi płacili 68 talarów tytułem utrzymania biedoty gminnej.
W 1807 roku w Brzeźnie kwaterowali francuscy kirasjerzy, skutkiem czego 9. tutejszych rolników poniosło straty. W 1820 r. w Brzeźnie było 15 domów ze 189 mieszkańcami. W 1861 r. wieś obejmowała obszar 2245 mórg i zamieszkana była przez 152 mieszkańców. W 1880 roku we wsi mieszkało 225 osób.
Na początku XX w., właścicielem majątku ziemskiego w Brzeźnie był lekarz Stanisław Wilimski, współzałożyciel Banku Ludowego w Dąbrównie, członek Mazurskiej Rady Ludowej, działacz plebiscytowy (plebiscyt z 1920 roku). W tym czasie Brzeźno (Bergling) było małą wsią mazurską, leżącą około 4 km od granicy z Polską, przy trasie kolejowej.
W 1933 r. w miejscowości mieszkało 208 osób, a w 1939 r. – 183 osoby.
W 1974 r. do Sołectwa Brzeźno Mazurskie należały miejscowości: wieś Brzeźno Mazurskie, osada Kalborno, wieś Leszcz i PGR PGR Leszcz. Sołectwo należało do gminy Dąbrówko, powiat ostródzki.